# Sân bay Labuan
Sân bay Labuan (IATA: LBU, ICAO: WBKL) là một sân bay phục vụ lãnh thổ liên bang Labuan ở Malaysia. Sân bay này cách thị xã Labuan (Victoria) 8 km. Hiện sân bay đang được mở rộng để phục vụ các máy bay lớn như Boeing 777 và Airbus A330, với 3 ống lồng dẫn khách. Năm 2005, sân bay này phục vụ 642.582 lượt khách, 9.292 lượt chuyến và hơn 3000 tấn hàng hóa. Năng lực của sân bay này là 1,2 triệu lượt khách mỗi năm.

## Các hãng hàng không và các tuyến điểm
| Các hãng hàng không          | Các tuyến điểm                                      | Nhà ga       |
| ---------------------------- | --------------------------------------------------- | ------------ |
| AirAsia                      | Kota Kinabalu (bắt đầu cuối năm 2008), Kuala Lumpur | Nhà ga chính |
| Malaysia Airlines - MASwings | Kota Kinabalu, Kuala Lumpur - Kota Kinabalu, Miri   | Nhà ga chính |